# La Mare de Déu de Montserrat de Can Noguera
La Mare de Déu de Montserrat és la capella particular del mas de Can Noguera, del terme municipal de Bigues i Riells, al Vallès Oriental, dins de l'àmbit del poble de Bigues.
És una capella exempta respecte de l'edifici principal del mas, situada al sud-est de la façana principal de la casa. És un temple d'una sola nau, de força alçada, d'unes dimensions notables per ser la capella d'un mas. Fou construïda, com el mas actual, dins de l'òrbita del modernisme.